# خورخي بان
خورخي بان (بالإسبانية: Jorge Pan)‏ هو محامي أرجنتيني، ولد في 1954.